# Familjebostäders barnrikehus i Hammarbyhöjden

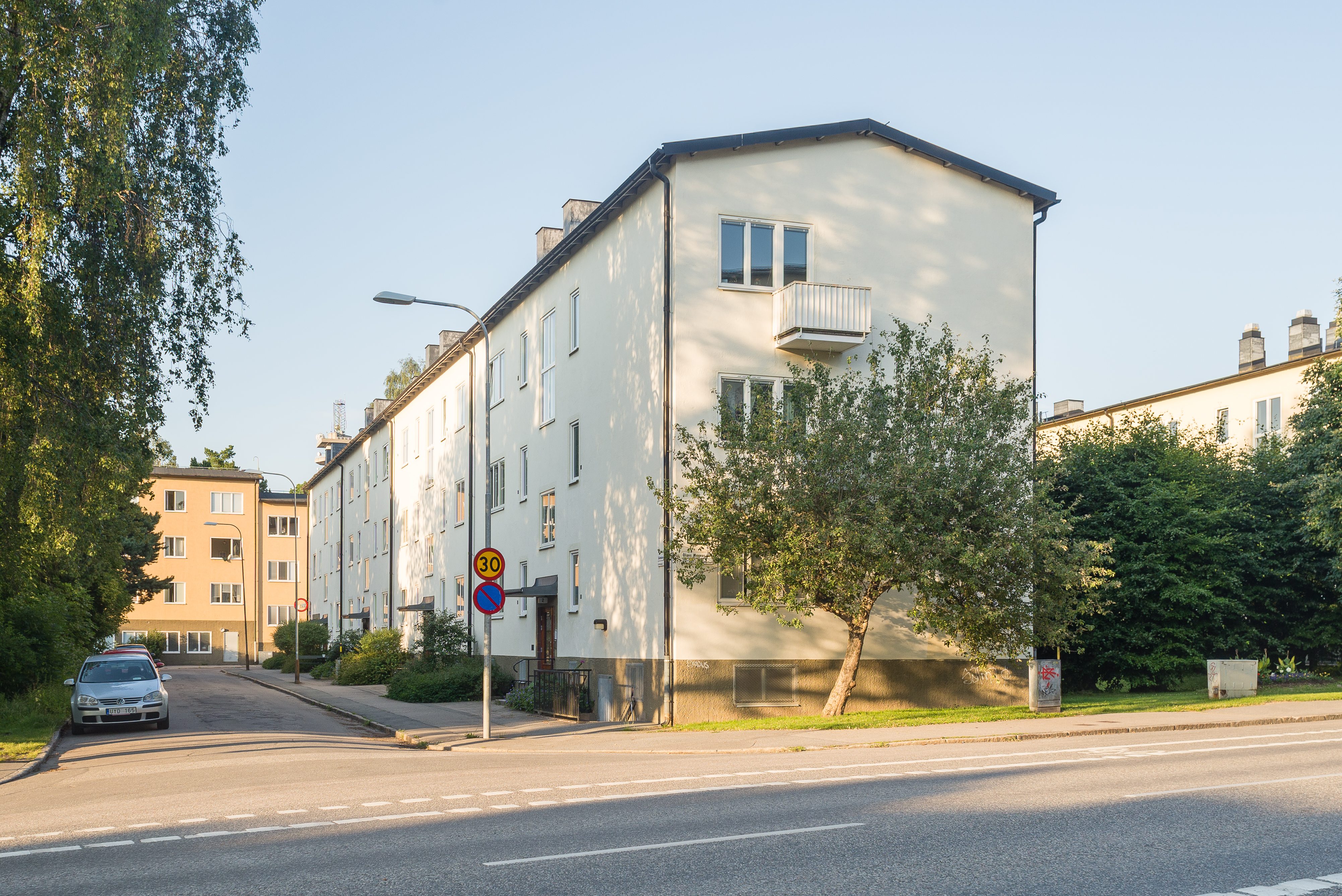
Bålgetingen 1 (hus 2) sett från Olaus Magnus väg med Humlan 5 i bakgrunden till vänster.

Familjebostäders barnrikehus i Hammarbyhöjden är en anläggning bestående av fem funktionalistiska smalhus uppförda för Familjebostäder med Karl Bergström som byggmästare. Husen byggdes som barnrikehus och ritades av arkitekt Wolter Gahn. Husen är belägna i tre angränsade kvarter vid Olaus Magnus väg i nordvästra Hammarbyhöjden i södra Stockholm. Humlan 5 färdigställdes i oktober 1936 vilket gör huset till ett av första barnrikehusen i Stockholm medan de övriga fyra husen färdigställdes  senare under 1936 eller 1937.

## Historik

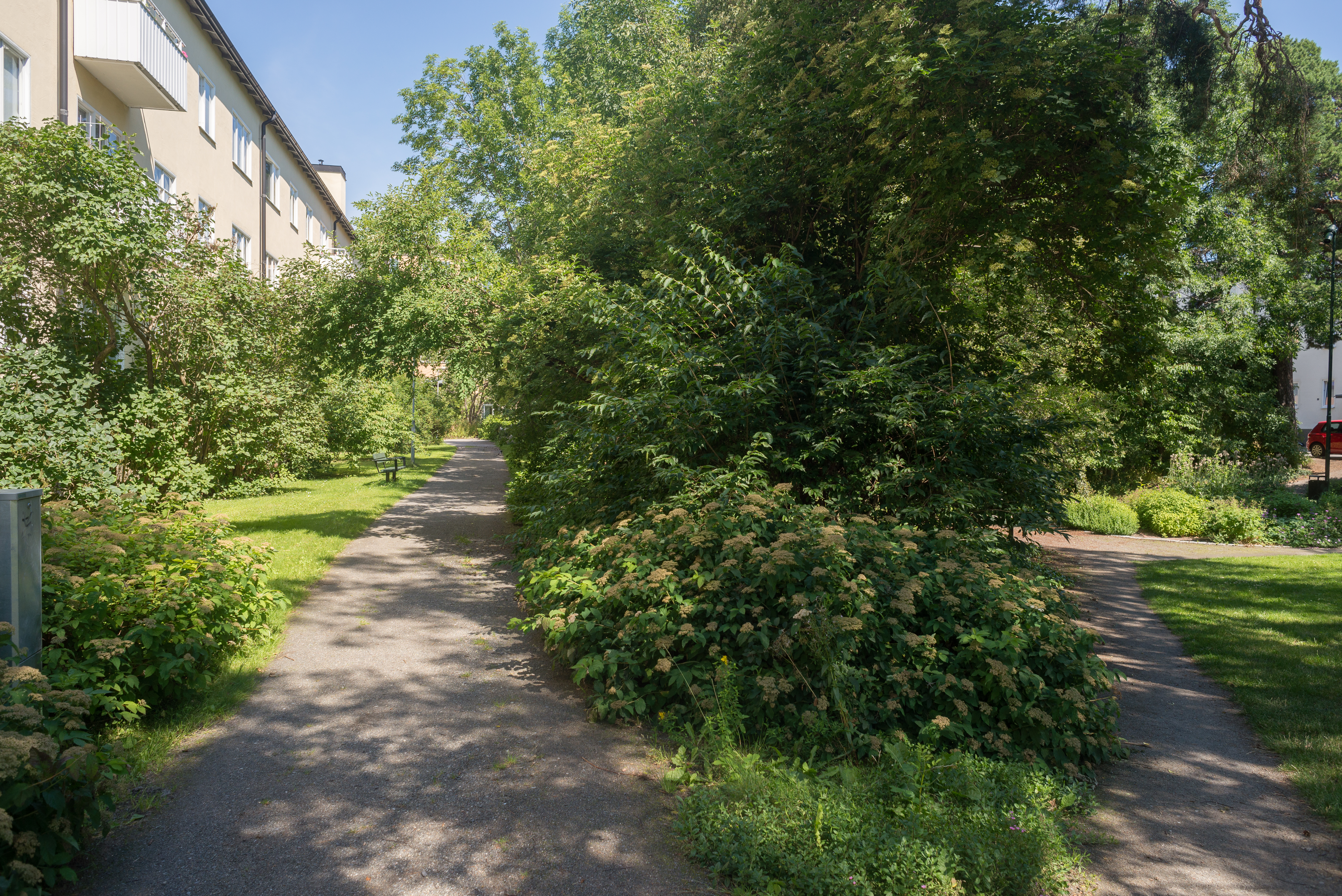
Gården framför Humlan 4 (hus 1).

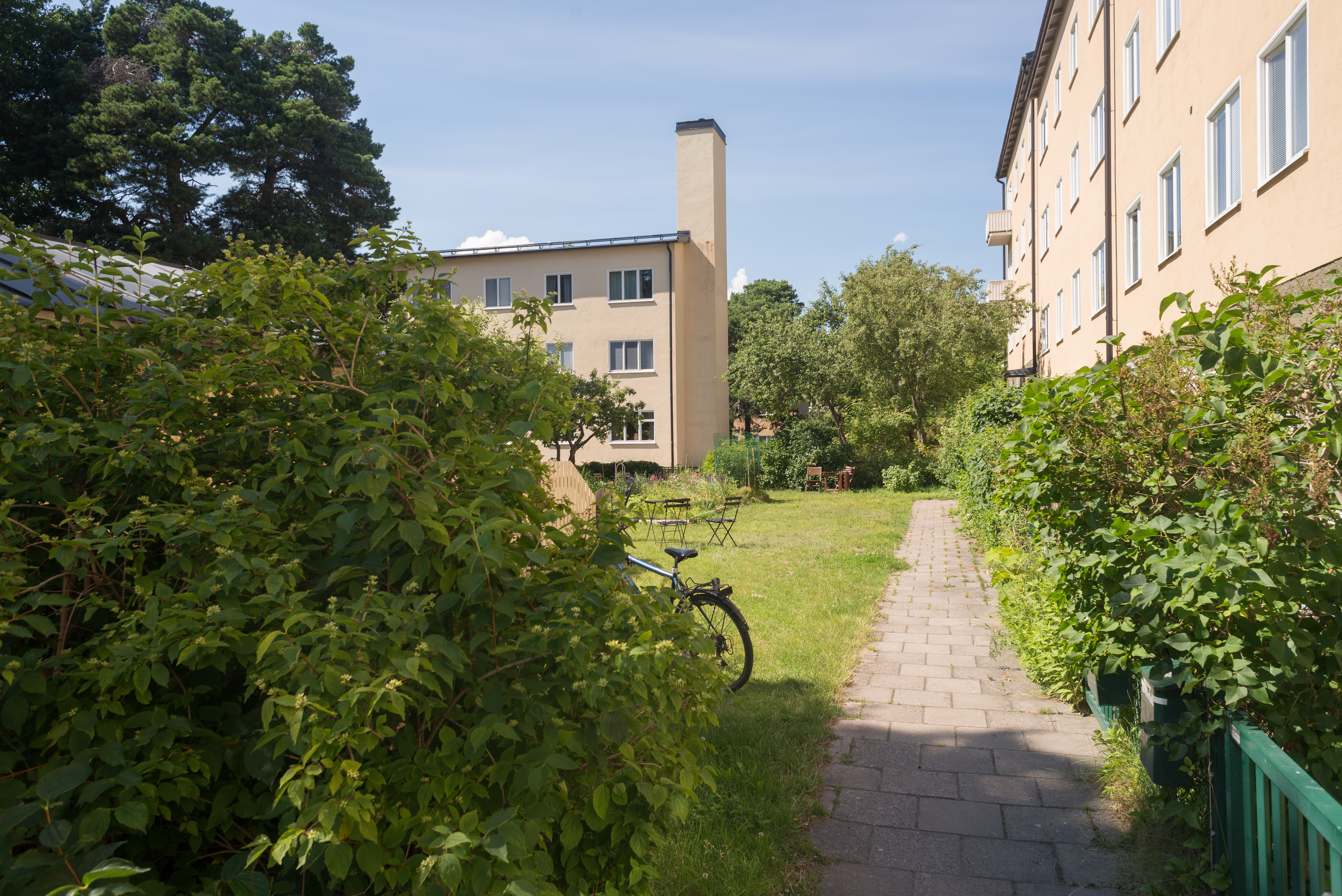
Humlan 5 med Humlan 4 (hus 1) i bakgrunden.

Det allmännyttiga bostadsbolaget Familjebostäder grundades i februari 1936 med målsättningen att bygga bra bostäder för barnrika familjer med små ekonomiska resurser i form av barnrikehus. Tillsammans med Stockholmshem uppförde företaget 1965 bostäder i barnrikehus före andra världskrigets utbrott. Bland de första som färdigställdes i oktober 1936 fanns Humlan 5.
Barnrikehus finansierade med statliga lån för bostäder åt mindre bemedlade barnrika familjer. Lånereglerna ställde bland annat krav på en minimistandard om två rum och kök samt att lägenheterna skulle ha varm- och kallvatten.

## Arkitektur och bebyggelse
Anläggningen består av tre fastigheter bebyggda med fem stycken smalhus. Fyra smalhus är placerade parallellt med gavlarna mot Olaus Magnus väg medan Humlan 5 är placerad på tvärställt mot de andra husen och avskärmar anläggningen mot ett skogsparti och Galgbacken. De två husen på fastigheten Humlan 4 skiljs åt från de två husen på Bålgetingen 1 genom en parkliknade gård och Solandergatan. Mellan huset finns gräsytor kantade med buskhäckar. På gräsytorna finns bland annat tall och lövträd. Vid nivåskillnaderna finns trappor i natursten med räcken. På den mellersta gården finns en bevarad fornlämning. Marken närmast Humlan 5 är inhägnad kring marklägenheternas entréer.
Husen har en liknande utformning. De är tre våningar höga smalhus uppförda i tegel med putsade fasader och sadeltak. Husen har enstaka balkonger och många bevarar ursprungliga glasade entréportar med skärmtak. Humlan 5 skiljer ut sig genom att huset är förskjutet i höjdled och marklägenheten har inretts i källaren.

### Byggnadslista
| Fastighetsbeteckning  | Gatuadress              | Byggnadsår | Byggnadsbeskrivning                       |
| --------------------- | ----------------------- | ---------- | ----------------------------------------- |
| Bålgetingen 1 (hus 1) | Petrejusvägen 1-5       | 1936-1937  | Bebyggelseregistrets byggnadspresentation |
| Bålgetingen 1 (hus 2) | Solandergatan 2-6       | 1936-1937  | Bebyggelseregistrets byggnadspresentation |
| Humlan 4 (hus 1)      | Olaus Magnus väg 19-25  | 1936       | Bebyggelseregistrets byggnadspresentation |
| Humlan 4 (hus 2)      | Åkerbladsgatan 2-10     | 1936       | Bebyggelseregistrets byggnadspresentation |
| Humlan 5              | Sparfvenfeltsgatan 1-17 | 1936       | Bebyggelseregistrets byggnadspresentation |

## Bilder

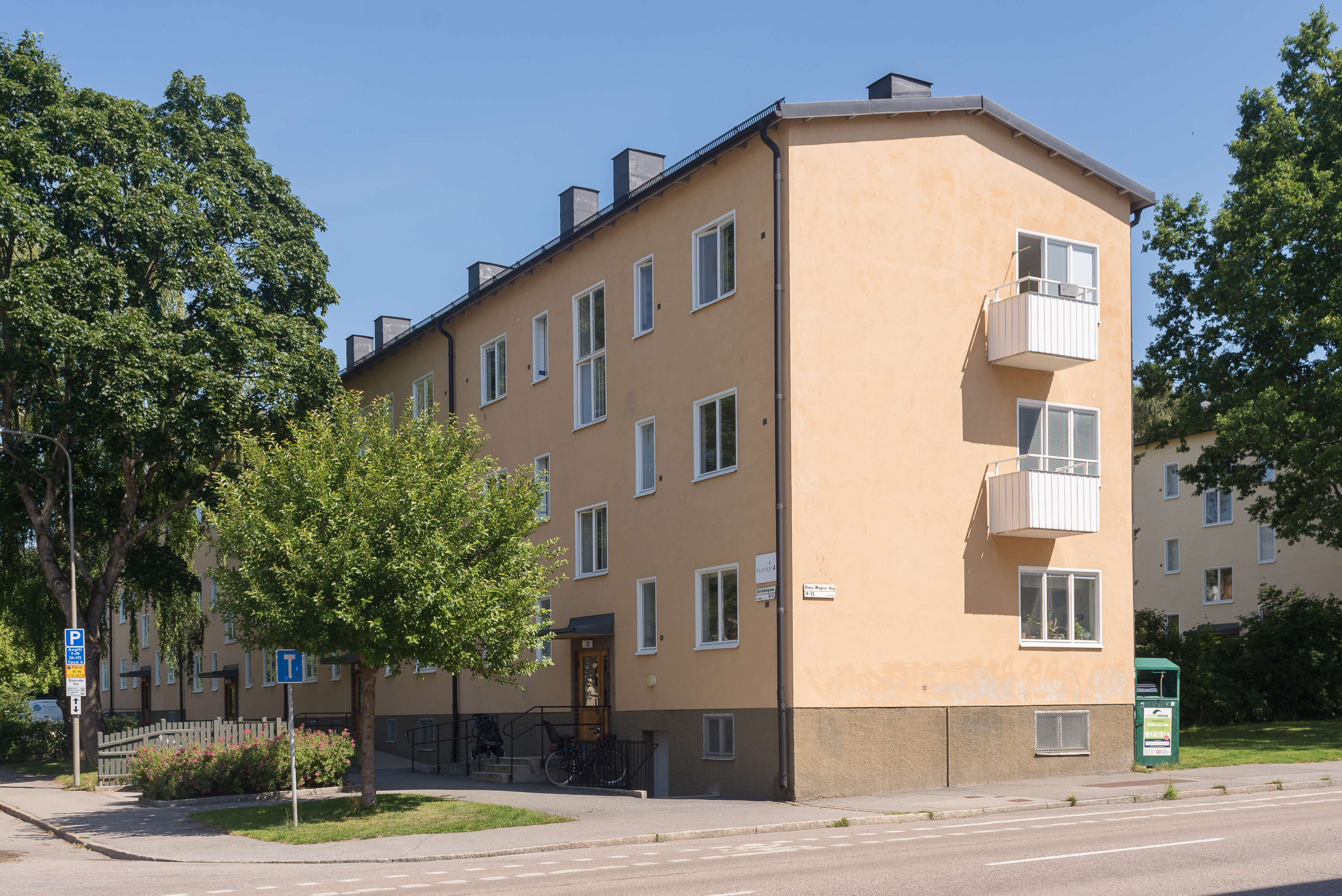
Humlan 4 (hus 2)
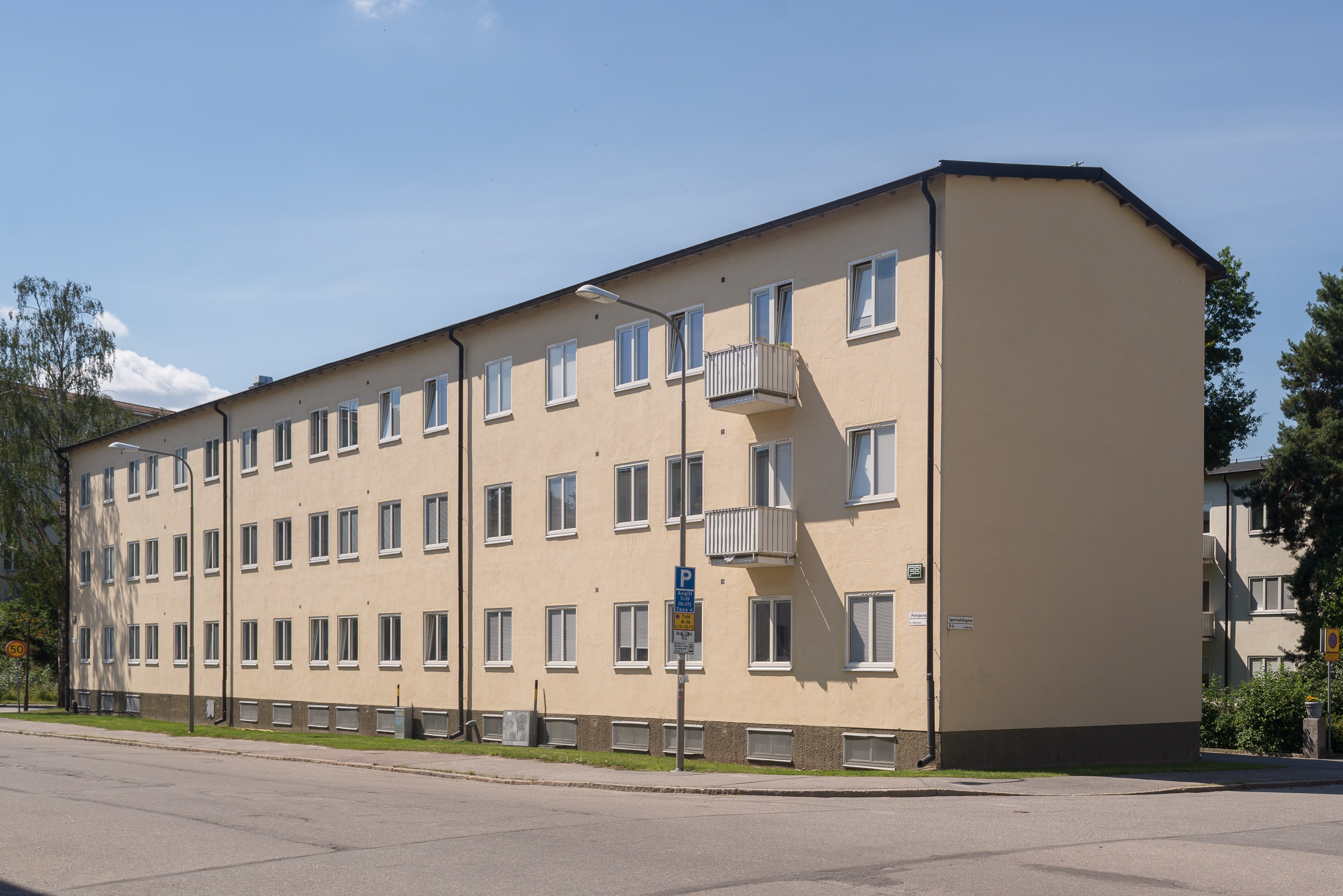
Bålgetingen 1 (hus 1)
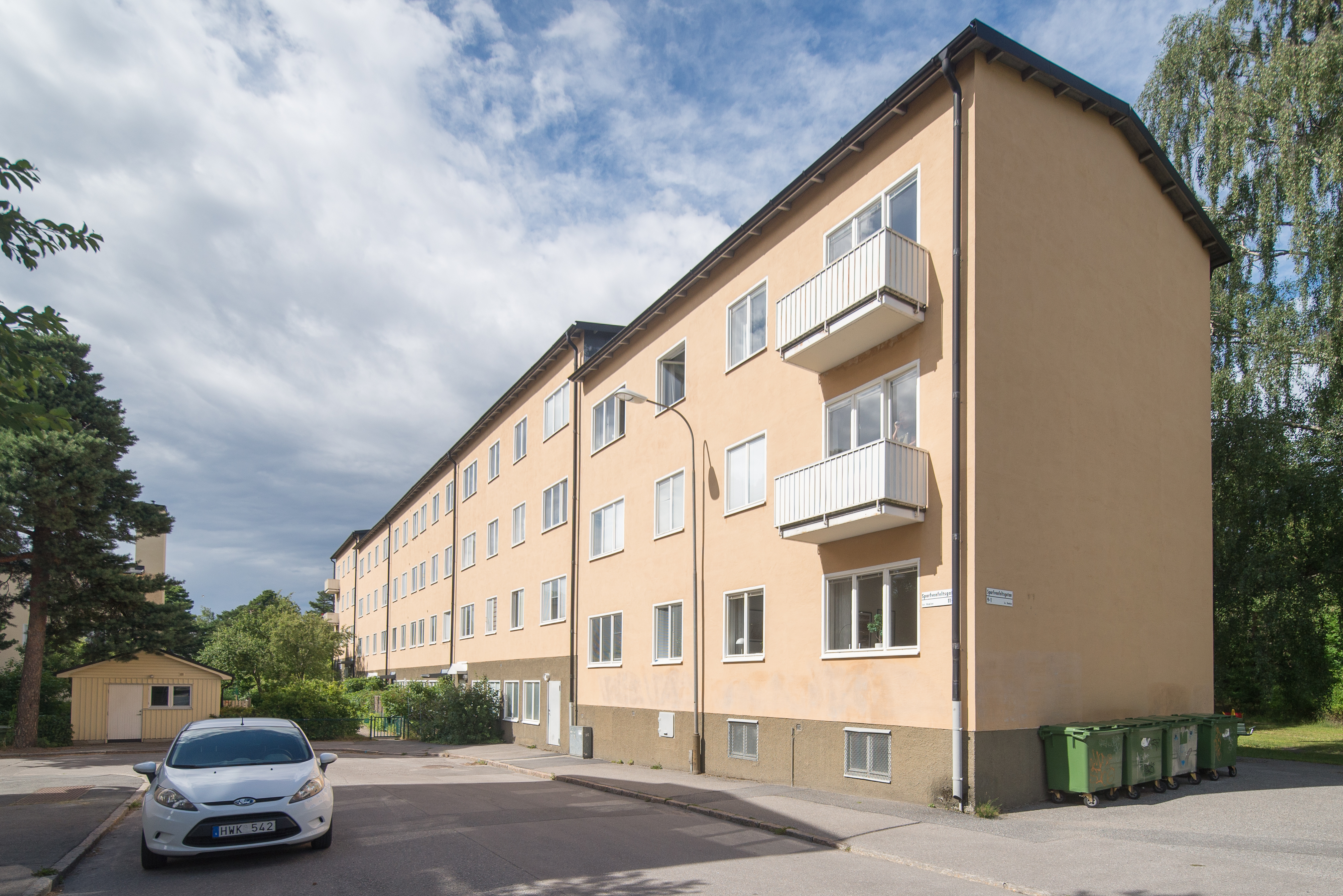
Humlan 5.

## Kulturhistorisk värdering
Anläggningen inventerades av Stadsmuseet i Stockholm hösten 2006 och samtliga 5 hus grönmärktes vilket innebär att bebyggelsen bedöms som särskild  värdefull från historisk, kulurhistorisk, miljömässig eller konstnärlig synpunkt. De fem husen bildar enligt inventeringen en helhet med stort miljövärde och de välgestaltade byggnaderna har en tidstypisk utformning och är välbevarade. Inventeringen lyfte också fram att den sociala tanken bakom områdets tillkomst ger också ett samhällshistoriskt värde.